# Republiek Kosovo (1991-1999)
De Republiek Kosovo (Albanees: Republika e Kosovës) was een in 1991 zelfverklaarde onafhankelijke staat door de etnisch Albanese bevolking in de autonome provincie Kosovo van Servië binnen Joegoslavië. De vlag en het volkslied waren identiek aan die van Albanië, die als enige internationale gemeenschap de onafhankelijkheid erkende.
Na jaren van spanning tussen de Servische autoriteiten en de Albanese meerderheid in Kosovo stelden de Albanese politici bij de Servische regering voor om Kosovo te promoveren van automome provincie tot een onafhankelijke staat. De Servische regering reageerde echter door de Albanese politici te weren bij volgende vergaderingen en de autonome status van Kosovo in te trekken.
De Albanese politici kwamen tijdens geheime bijeenkomsten desondanks bijeen en riepen op 22 september 1991 de onafhankelijkheid van Kosovo uit, die alleen werd erkend door Albanië. Ibrahim Rugova werd staatshoofd. 
Eind jaren 90 wakkerde de Kosovo-oorlog aan waar de Albanese bevolking een paramilitaire eenheid, het UÇK, oprichtte om het Joegoslavisch leger te ontregelen en stap te zetten naar de gewenste, volledige onafhankelijkheid. In 1999 intervenieerde de NAVO in het conflict waarna het Joegoslavisch leger zich terugtrok. Na de oorlog viel Kosovo onder bestuur en toezicht van de Verenigde Naties maar bleef het de jure onderdeel van Joegoslavië.
Sloveense Oorlog (1991) · Kroatische Oorlog (1991-95) · Bosnische Burgeroorlog (1992-95) · Kroatisch-Bosniakse Oorlog (1992-94) · Kosovo-oorlog (1998-99) · Operatie Allied Force (1999) · Conflict in de Preševo-vallei (2001) · Macedonisch conflict (2001)